# Álvaro Delgado Ramos
Álvaro Delgado Ramos (Madrid, 19 de junio de 1922-ibídem, 3 de enero de 2016) fue un pintor e ilustrador español. A lo largo de su vida artística desarrolló con especial intensidad el género del retrato.

## Biografía
Nacido en la calle de la Esperanza de Madrid, muy próxima a las plazas de Antón Martín y Lavapiés, lugares que luego reflejó en los paisajes de su primera época como Madrid desde el Manzanares, El puente de Toledo o La ermita de San Isidro, Álvaro fue el mayor de dos hermanos.
A pesar de estar más interesado en la figura y el retrato que en el paisaje, se acercó al grupo de pintores conocidos como segunda Escuela de Vallecas, reunidos por Benjamín Palencia y Francisco San José, embrión de la Escuela de Madrid de la que también formó parte, y que le sirvió de plataforma para ser seleccionado en la cuarta edición del "Salón de los once" organizado por la Academia Breve comandada por Eugenio d’Ors.
Delgado fue esencialmente pintor de paisajes, bodegones y retratos de un amplio círculo de pintores, críticos de arte y personalidades de la vida cultural española, o de monografías temáticas, como sus series sobre Los fusilamientos del tres de mayo de Goya (1960), o los campesinos de La Olmeda. Con un trazo nervioso y fuertemente expresionista, Delgado exagera los rasgos físicos y el alma del personaje. El género del retrato fue tan decisivo para él que le dedicaría su discurso de ingreso en la Real Academia de Bellas Artes de San Fernando en 1974.

### Formación y primeros pasos
Inició estudios de comercio, en los primeros meses de 1936, en la Real Sociedad Económica Matritense de Amigos del País, pero al estallar la Guerra Civil se vio obligado a abandonarlos para trabajar en los almacenes donde su padre era encargado. 
Al conocer que comenzaban las clases de la Escuela de Artes y Oficios, se matriculó en dibujo de estatua, disciplina en la que obtendría el Premio Extraordinario. Posteriormente, se inscribió en la Escuela Superior de Bellas Artes de Madrid y entre 1937 y 1939 asistió a los cursos libres que impartía Daniel Vázquez Díaz, del que tomará su admiración por las nuevas corrientes pictóricas que en ese momento venían de París, en particular el cubismo, presente en su primera etapa.
Los estudios realizados durante la contienda no le fueron convalidados, por lo que Álvaro Delgado se vio en la necesidad de realizar una prueba de ingreso en la Escuela de San Fernando, que no superó. En el examen teórico había sostenido que el Greco era mejor que Velázquez, algo imperdonable en la Academia en ese momento. Pero él consideraba que también tuvo importancia el proceder de una familia comprometida con la causa republicana.

#### La Escuela de Vallecas
Entre 1939-1942 se involucra en el proyecto místico bautizado por Benjamín Palencia como El Convivio, experiencia que algunos consideran básica en la trayectoria artística de Álvaro Delgado, por el carácter que tuvo de refugio, impulso y continuidad en su formación una vez paralizados los estudios junto a Vázquez Díaz. Conformaron el grupo: Gregorio del Olmo, Francisco San José, Carlos Pascual de Lara y Enrique Núñez Castelo, y según anotaba el crítico Ramón Faraldo, otros artistas, con mayor o menor asiduidad, se acercaban al grupo: Luis Castellanos, García Ochoa y Cirilo Martínez Novillo. El paisaje castellano de los alrededores del Madrid de posguerra española, se constituyó en modelo para la renovación del arte, aunque prescindiendo de buena parte del vanguardismo de la primera Escuela de Vallecas hacia planteamientos más realistas.

#### La Escuela de Madrid
Álvaro Delgado abandonó la aventura vallecana en 1942. En 1945 realiza su primera exposición individual en la Galería Clan. En el mes de noviembre de este mismo año, Álvaro Delgado participa en la “Exposición de la Joven Escuela madrileña” en la Galería Buchholz, origen de la Tercera Escuela de Madrid. La muestra agrupaba a artistas, en su mayoría jóvenes de ideas renovadoras. Del texto escrito en el catálogo se desprenden como notas en común: "ser residentes en Madrid y haber realizado sus estudios en la ciudad". Tres son los maestros reconocidos unánimemente por críticos, historiadores y artistas: Vázquez Díaz, Benjamín Palencia y Pancho Cossío, a los que otros añaden los nombres de Gutiérrez Solana.
A Cossío, Delgado le conoce en la posguerra, en las tertulias que se hacían en el café Lyon. Los integrantes de la Escuela aprendieron de él la importancia de la técnica en la pintura y la sensualidad con que trataba la materia, tratamiento con el que podían conseguir diversos efectos, entre ellos el sentido intimista, dotando a sus obras de un particular lirismo. De Solana toman la tendencia hacia la monocromía. Todas estas enseñanzas constituyen los pilares sobre los que se asienta "La Joven Escuela de Madrid". Las influencias de estos maestros, que con el tiempo se dejan ver claramente, en principio no lo eran tanto, ya que el grupo presentaba un panorama muy heterogéneo y ecléctico. 

#### Las tertulias y los primeros reconocimientos
Álvaro Delgado frecuentó las tertulias del café Lyon, donde se relacionaba con la pintora Menchu Gal y el crítico Ramón Faraldo. A través de ellos conoce a Mercedes Gal, con la que contrajo matrimonio en 1946. 
1947 fue un año emblemático para Álvaro Delgado. El impulso vendría de la mano de Eduardo Llosent, director del Museo de Arte Moderno, quien le presentó en el IV Salón de los Once, de la Academia Breve de Crítica de Arte y le abrió las puertas para que realizara una exposición individual en el Museo de Arte Moderno que se celebraría del nueve al veinticuatro de junio del mismo año. También  participó en la Exposición de Buenos Aires (Argentina). La muestra obtuvo gran éxito y fue clausurada por Ramón Gómez de la Serna, en una conferencia sobre Solana. 
En 1949 fue becario del Gobierno Francés en París. Vivió en la Rue Mazarine, n.º 9, barrio de Saint Germain, en el estudio del pintor Marcel Bouissou. Allí, se dejó conquistar por Picasso y se acrecentó su interés por Georges Rouault, André Derain y Paul Cézanne. Este mismo año mostró por primera vez su obra en Barcelona, en las Galerías Layetanas, y fue seleccionado para la Quinta Exposición Antológica de la Academia Breve de Crítica de Arte.
La década de los cincuenta supuso para Álvaro Delgado el reconocimiento de su obra no solo a nivel nacional, sino también internacional. En 1950 repitió exposición en el Museo Nacional de Arte Moderno. Camón Aznar y Sánchez Camargo ya observaron sus dotes para el retrato. Fuera de España, tomó parte en El Cairo (Egipto) en la Exposición de Arte Español, y en la "XXV Bienal de Venecia". El 21 de noviembre año 1953, nació el que será su único hijo. En el plano artístico comenzó a recoger el fruto de su trabajo. Obtuvo el Segundo Premio de la Exposición Internacional de Arte Mediterráneo, Alicante.
Álvaro Delgado participó en 1954 en la Bienal de Arte Hispanoamericano de La Habana, donde ganó el premio "Ciudad Santiago de Cuba" por su obra Máscara. También participó en las colectivas de Bellas Artes celebradas en Buenos Aires y Lisboa.

### Encuentro con el occidente asturiano: Navia, 1954-1964
La relación artística de Álvaro Delgado con el occidente asturiano se inició a través de Luis Álvarez, dueño de la Galería Velázquez en Buenos Aires. Motivado por el calor humano y la belleza del paisaje, se instaló a partir del verano de 1955 en Navia, donde pasó con frecuencia largas temporadas. Resultado de esta experiencia es la "Crónica del Navia", en la que recoge a modo de  ecosistema, según sus palabras, " paisaje y paisanaje".  
En 1955 obtuvo el Gran Premio de pintura en la Bienal de Arte del Mediterráneo en Alejandría por la obra Bodegón (Taberne). A la Bienal se habían presentado artistas de la talla de Derain, Marc Chagall, y Raoul Dufy, entre otros. Esta Bienal fue organizada por la Dirección General de Bellas Artes egipcia para celebrar el tercer aniversario de su  Revolución. 
En la década de los sesenta, Álvaro Delgado alternó su actividad entre Asturias y Madrid. Los éxitos obtenidos le afirmaban en su postura figurativa, ahora plenamente expresionista y de fuertes raíces hispánicas. Parte de vivencias personales que se han ido gestando en su interior -La guerra civil española, la posguerra, la Segunda Guerra Mundial- y que necesita exteriorizar, por eso su actitud va a ser de protesta y su pintura una especie de rebelión frente a la violencia. 
En 1960 obtuvo La Beca de la Fundación March que había solicitado para realizar cuadros de gran formato sobre la obra de Goya que  toma como referente y recrea Los fusilamientos del dos de Mayo. 
En 1960 también triunfó en el VIII Concurso Nacional de Pintura de la Diputación de Alicante, donde obtuvo el Gran Premio y Medalla de Oro. Consiguió la Primera Medalla de dibujo en la Exposición Nacional de Bellas Artes, celebrada en Barcelona, Palacio de Montjuich, por la obra Muchacha. En 1961 tomó parte en la colectiva "Peintres Contemporains d´Espagne" (París) y en el XI Salón de Grabado. También participó en el homenaje a Madrid en el IV Centenario de su Capitalidad, en el que obtuvo El Gran Premio y Medalla de Oro del Grabado, por el retrato de Miguel de Unamuno. En 1962 participó en el I Certamen Nacional de Artes Plásticas donde obtuvo El Gran premio de dibujo. En 1963 en la VII Bienal de Sao Paulo. En 1964 en la XXXIII Bienal de Venecia; en la Feria Mundial de Nueva York, en la exposición participó en la colectiva "Veinticinco pintores españoles en Roma”. Este mismo año, resurgió con fuerza el tema religioso, Álvaro Delgado, comenzó su andadura en este género en el estudio de Navia. Para realizarlo tomó como modelos a mendigos que encontraba en las calles de Oviedo, con ello pretendía humanizar el tema, presentando a los discípulos de Cristo tal como eran, como humildes pescadores.

### Reencuentro con Castilla: La Olmeda, 1965-1975
En 1965, Álvaro Delgado se establece en la Villa de la Olmeda de las Fuentes, situada al SE de la Comunidad de Madrid. Se vio sorprendido por la belleza que presentaba el caserío alrededor de la torre de la iglesia, proyectado sobre cerros en los que destacaban tomillares. La villa pasaba por un momento crítico, el éxodo rural había disminuido la población del lugar. Álvaro Delgado se encuentra con una zona detenida en el tiempo, donde la mecanización no había hecho su presencia; un paisaje virgen, gentes rústicas, inmunes al tiempo. Para el artista supondría una fuente inagotable de inspiración, que le ayudó a afianzarse en un expresionismo que venía proyectando desde inicios de la década. Por otra parte, había pasado mucho tiempo en Asturias, lo veía todo verde y algunas veces negro. Necesitaba mirar un cielo de azules intensos, sentir el calor sofocante del verano. Así es como inicia su “Crónica de la Olmeda”, que al igual que la “Crónica del Navia” recoge “paisaje y paisanaje”.  
En 1965, asiste a la Primera Bienal de Arte Contemporáneo de París. En 1966 presenta sus estudios sobre los Fusilamientos de la Moncloa en Santander, Galería Sur. Reconociendo su labor divulgadora, en 1978, el Ayuntamiento de la Olmeda, acuerda poner una calle a su nombre. Y este mismo año se publicó el libro de Nicolás Dorado, Crónicas del Guarda Mayor, editado por Gráficas Ellacuría, (Bilbao, 1968) cuyas  ilustraciones recogen las litografías de la serie "Bichos para matar".
En 1968 expone en Nueva York, en la Galería Barbisson y en Barcelona, en la Sala de Conciertos y el Camarote Granados, del Hotel Manila. La muestra marca la línea ascendente en el tema del retrato. 
Otro acontecimiento potenciaría su  éxito en este género. A través de una llamada del Ministerio de Asuntos Exteriores, por indicación de Fraga Iribarne se le propuso hacer un retrato a su majestad Haile Selassie, el Emperador de Etiopía. El artista aceptó entusiasmado, trasladándose a Mallorca donde se alojaba. Álvaro Delgado realizó sobre este personaje 5 dibujos y 4 óleos que supusieron un gran impulso para su carrera. A partir de este momento, el Cuerpo Diplomático y el Gobierno le hacen encargos y así comienza su época de retratos oficiales y aparece como indiscutible en este campo. Los retratos del Emperador se presentaron en la Galería Agorá en1969. El texto del catálogo era de Luis González Robles, en aquel tiempo director del Museo Español de Arte Contemporáneo, lo que denota la importancia del artista. En compensación por el trabajo realizado, en 1971, es nombrado Comendador de la Orden de la Estrella de Etiopía.
En 1970 presenta en Madrid, en la Galería Richelieu, una exposición monográfica de retratos. Hombres de negocios, políticos, intelectuales, religiosos, entre otros, entran a formar parte de su dosier. En 1971 expone en Madrid en el Museo Español de Arte Contemporáneo "La crónica de La Olmeda". En 1973 ingresa, como miembro de número, en la Real Academia de Bellas Artes de San Fernando. Lee su discurso el 16 de julio de 1974 bajo el título "El retrato como aventura polémica". En la contestación al mismo, Enrique Lafuente Ferrari señalaba que Álvaro Delgado pertenece a una generación que se ha tenido que enfrentar a los prejuicios académicos y a los antiacadémicos. Este mismo año  expone en Madrid, en el Club Urbis "30 retratos" que marcan, sin lugar a duda, un hito en el retrato español del siglo XX. 
En 1974 presenta en Madrid, en la Galería Columela, su apostolado, “Doce hombres de la Olmeda”, el Cristo y “La Guerra”. El artista, ahora profundiza en el conocimiento del hombre al que ve como un ser enigmático y contradictorio. Haciendo suya la pregunta del grabado de Goya "¿Por qué?”, se cuestiona ¿Por qué el hombre tiene que construir su historia matando, torturando, humillándolo o destruyendo al prójimo? 

### Entre Navia, La Olmeda y Madrid: 1975-2011
Álvaro Delgado, tras instalarse en La Olmeda, continúa visitando esporádicamente Navia. En 1975 sus habitantes quisieron agradecerle la labor divulgativa nombrándole "Hijo Adoptivo". Lo emotivo del encuentro le anima para adquirir casa propia y un estudio en el Espín, desde donde se ve el puerto, las escolleras, el monte, el faro de Ortiguera, la desembocadura de la ría. Un conjunto de gran belleza, que inspira muchas de sus obras. 
Desde este momento tanto su vida, como su obra se desdobla entre las dos Españas: la húmeda y la seca, dos ecosistemas que para el artista son complementarios. En su primer encuentro con Asturias los lienzos se llenan de paisajes y los dibujos son retratos de amigos. Ahora profundiza más en el hombre y su entorno siguiendo la línea  iniciada en su "Crónica de la Olmeda". Se impone una visión introspectiva y de análisis de los comportamientos del ser humano, siente atractivo por lo singular, así sus obras La mujer feriante, El mendigo, El cojo de la Braña, La bruja, La vieja con paraguas, pasan a ser estudios antropológicos. 
En 1975, el artista, Ilustra con doce litografías, sobre variaciones del Entierro del Conde de Orgaz, el libro de poemas de Rafael Alberti, de Edición "Tiempo para la Alegría" de Rafael Casariego. En la década de los ochenta, la actividad del artista se desarrollará principalmente en Asturias. En 1983 se le nombra Hijo Adoptivo de La Olmeda. 
El artista sintió en esa época la necesidad de dar un giro a su temática. Salir de lo trascendente y buscar el sentido lúdico de la vida. Pensó en utilizar el desnudo como tema y convertir a sus viejos y mendigos en voyeurs. Se adentró en el desnudo tomando como pretexto el tema bíblico recogido en el libro de Daniel sobre “Susana y los viejos”. Obra que expondrá en 1985, en el Museo Municipal de Bellas Artes, de Santander y en Sala Sur.  
En 1986 expone en San Sebastián, en el Museo Municipal de San Telmo. Su director, Julián Martínez, en el catálogo, no duda en considerarle como máximo representante de la neofiguración de España.
En 1987 nace "Ruedo Ibérico". Álvaro Delgado toma parte en el grupo junto a Luis Caruncho, José Luis Fajardo, José María Iglesias, Águeda de la Pisa y Salvador Victoria, José Caballero Bonald y José Luis Morales y Marín. Lo que los une es el hecho de que todos vivían y trabajaban en Madrid y el deseo de contribuir a una mejor revisión del panorama general de la pintura española, y su difusión en el exterior a través de muestras internacionales, donde se venía observando un apoyo continuado a un número determinado de nombres, con premeditado olvido de otros. 
Entre los componentes de Ruedo Ibérico se delimitan todos los ismos que, de una u otra forma, han configurado el desarrollo de la pintura española. El grupo celebró varias exposiciones colectivas. La primera en Praga, en 1989. En 1990, en México y Marbella. La iniciativa contó desde el primer momento con el apoyo de Agustín Rodríguez Sahagún, en aquel momento alcalde de Madrid.
En 1988 Delgado fue nombrado miembro titular de la Academia Europea de Ciencias, Artes y Letras, a propuesta de Federico Sopeña Ibáñez. Desde su condición de Académico de Bellas Artes de San Fernando, ha estado al frente de la Calcografía Nacional y ha impulsado la adscripción de personalidades del arte contemporáneo, como la de Tàpies o Chillida. En 1990 es elegido Académico Correspondiente por Madrid de la de Real Academia de Bellas Artes de Granada.
El 7 de junio de 1991 recibe la Medalla al Mérito Artístico del Ayuntamiento de Madrid en atención a su brillante trayectoria artística. Este mismo año, próximo a la conmemoración del V Centenario del Descubrimiento de América, realiza  una serie de 20 litografías que se editan bajo el sello de Rembrandt Editions, con el título Un orbe nuevo. El artista se limita a narrar el encuentro entre ambos mundos, reflejando el lado positivo del acontecimiento histórico. En cuanto a la técnica pretende conquistar una libertad caligráfica que le conduce al borde de la abstracción. El 24 de febrero de 1995 se le concede la  Medalla de Oro del Ayuntamiento de Madrid, que  le sería entregada por su alcalde, Álvarez del Manzano el 10 de mayo, en el Museo de la Ciudad, donde se presentó la exposición del artista "Madrid Villa y Corte". 
En 1996 Álvaro Delgado obtiene la Medalla de Oro al Mérito en las Bellas Artes. En 1997 es nombrado "Hijo Adoptivo del Concejo de Valdés" y se inaugura la Sala Municipal de Exposiciones de Luarca, que lleva el nombre del artista. En 1998 obtiene el premio Barón de Forna de la Real Academia de Bellas Artes de San Fernando. Expone en Córdoba en el Palacio de la Merced donde presenta parte de su serie “Eros y Thanatos” que en agosto mostrará completa en Arte Santander, que le dedica la Sala de Honor  con motivo de haber sido galardonado el año anterior con la medalla de Oro. En 1999 es nombrado Socio de Mérito de la Real Sociedad Económica Matritense de Amigos del País. Como agradecimiento dona un retrato de Mariano José de Larra que fue alumno de la Institución. Este año, las exposiciones  continúan a ritmo vertiginoso. En el Edificio de la Asamblea (Vallecas-Madrid), presenta una nueva muestra monográfica de retratos y en Oviedo, en el Centro de Arte Moderno Ciudad de Oviedo su “Crónica Astur” que recoge la historia de esta tierra a través de sus reyes; también expone en el Palacio de la Madraza, Universidad de Granada, y en esta misma ciudad, en la Fundación Rodríguez-Acosta. 

#### ElsigloXXI
Entrado el Siglo XXI, la labor de Álvaro Delgado sigue siendo reconocida con premios y distinciones. Su obra se expone dentro y fuera de España. En el 2002 recibe la Medalla de Honor de la Real Academia de Bellas Artes Santa Isabel de Hungría de Sevilla. En el 2003 es seleccionado por el Ministerio de Asuntos Exteriores dentro del programa “Arte español para el Exterior” y recorrerá, desde Valladolid, con su serie “¿Por qué?” varios países americanos durante el  2004: Museo Alejandro Otero de Caracas (Venezuela). Sala de Exposiciones del Malecón 2000 de Guayaquil (Ecuador); Museo Nacional de Ecuador en Quito. Y en el  2005 en Spanish Institute, Nueva York (USA). En el 2009 recibe el Homenaje a “La Antigüedad Académica” de la Real Academia de San Fernando y en el 2011 expone en la Fundación Díaz Caneja, como homenaje a este artista, compañero y amigo.

## Obra

### Géneros
La obra de Álvaro Delgado tiene como eje la temática, que deja traslucir en todo momento un especial interés por el hombre y el medio donde se desarrolla su vida. Es inevitable señalar la vivencia de la Guerra Civil y sus respectivos encuentros con Navia (Asturias 1954) y La Olmeda (Madrid 1965), como circunstancias que han marcado su vida y su obra.

#### El paisaje
El paisaje se presenta como escenario de vivencias, primero en los alrededores de Madrid, luego en Navia y posteriormente en La Olmeda. Sobre él proyectará los principios de la Escuela de Vallecas. Son paisajes existencialistas, donde la huella del hombre está presente y muestran a través de los ritmos y el color la visión subjetiva del artista. En La Olmeda, la Castilla plena de luz de los primeros años va cediendo paso a una visión catastrofista, provocada por el derrumbe de la cultura agraria que cede ante la del ocio, transformando el verdadero sentido de este paisaje. En los asturianos, la curiosidad del artista supera el interés por la naturaleza, proyectándose sobre el desarrollo cultural e histórico de esas zonas. Se produce en estas pinturas una especie de conexión entre el tema y problema que nos revela la postura del artista. 

#### El bodegón y la obra animalística
Las obras referidas a estos temas muestran los objetos de los que se sirve el artista y los animales que integran los ecosistemas en torno a los que gira y se desarrolla su vida y su obra. Pero también, en la serie "Bichos para matar", deja reflejado el tema de la caza. Álvaro Delgado consigue, además de revitalizar el tema, que sean verdaderos documentos animalísticos. En su "tauromaquia" recoge el toro y hace un alarde de las suertes del toreo. 

#### Retrato y figura
Hace del hombre el centro de su obra, presentándole de forma individual, como reto y aventura, en el retrato, y de forma anónima,  expresando toda su problemática, en las figuras.  Álvaro Delgado renueva el tema del retrato, tradicional en el arte español,  liberándole de la sumisión al modelo y de las limitaciones que imponía el ideal clásico, para centrarse en el estudio psicológico de sus personajes. En sus lienzos ha inmortalizado desde las personas más próximas, a las más altas esferas del poder. Todos ellos hombres y mujeres que han dejado huella en su espíritu: Clarín, Camilo José Cela, Kafka, Aranguren, Unamuno, Leopoldo María Panero, José Prat, Juan Van-Halen, Haile Selassie, Benjamín Palencia, Vázquez Díaz, Irene de Holanda, Marta de Andrés, Juan XXIII, Severo Ochoa y Su Majestad Don Juan Carlos I, son algunos ejemplos de su amplio elenco de retratos. En el tema religioso destacan sus apostolados de Navia y de La Olmeda, cobrando un particular relieve la figura de Cristo que contrapone al tema de la guerra, cuyo referente es Goya. 
Para el desnudo, Álvaro Delgado, parte del compromiso social con la prostitución en su serie de "rameras". Continúa presentando a la mujer como objeto de deseo sexual en el voyeurismo, para el cual parte de elementos cultos, que enlazan con lo religioso en "Susana y los viejos", hasta conseguir un carácter lúdico. Concluye con una estética arcaica, remitiéndonos en sus venus prehistóricas al origen de la vida, misterio que termina por asociar con el temor a la muerte. Así, queriendo cerrar el círculo del ser humano, lo ha expuesto en sus  trabajos, que recoge bajo el epígrafe de "Eros" y "Thanatos".

### Estilo
En Álvaro Delgado no se dan momentos de ruptura estilística, sino un proceso de continua evolución. Se ha insistido reiteradamente en su pertenencia a las escuelas de Vallecas y Madrid, asociándole con una figuración tradicional, mientras se silencia o minimiza su evolución posterior, constantemente abierta a las aportaciones de las corrientes abstractas y matéricas. 
En general, su pintura destaca por un  fuerte dominio de la técnica, en la que se impone la estructura cubista, el valor  gestual  y la fuerza del color. Aunque Álvaro Delgado también es muy reconocido por su renovación temática, en particular la del género del retrato. Así como por su fuerte personalidad dentro de las corrientes expresionistas. Y es que en la trayectoria artística de Delgado, que se debate entre la figuración y la abstracción, el expresionismo siempre ha estado presente, tanto por su pensamiento comprometido como por su carácter vitalista.
Las obras de los primeros años (1938-1947) se caracterizan por una figuración que enlaza tradición y modernidad. Las numerosas visitas al Museo del Prado y las enseñanzas de Vázquez Díaz hicieron posible esa conjunción. El artista se desprende de lo anecdótico abriéndose a las aportaciones vanguardistas de tipo neocubista, cuyas sólidas estructuras persistirán a lo largo de toda su  trayectoria artística. A esta manera de hacer, Álvaro Delgado irá asociando el valor expresivo del color y la materia. Las figuras realizadas de forma esquemática en los años de Vallecas, están hechas a plumilla mediante una línea fina y entrecortada, que insinúa las formas a la vez que las confiere movimiento y expresividad. Por estos años utiliza con frecuencia  la técnica del dibujo y la acuarela. 
Entre 1947-1957 sus obras adquieren un carácter figurativo más clasicista, manteniéndose leal a la tradición y ajustándose a los cánones de belleza plástica que en aquellos años marcaban las líneas trazadas por Eugenio d’Ors en su Academia Breve. No obstante, se observa en las figuras una tendencia al alargamiento del canon reflejando su admiración por El Greco, que desde Vallecas se le presentaba como símbolo de la libertad plástica, y a la vez  un acercamiento a Modigliani que denota la conexión con las vanguardias.
Los colores de sus óleos se adaptan a la gama sobria de los grises, tierras, blancos y negros; avivada con algunos toques que aluden a lo fauve. A mediados de los años cincuenta cobra protagonismo el verde que interpretamos como consecuencia de su acercamiento a Navia. La materia se aplica de forma copiosa y muy elaborada, al estilo de Pancho Cossío. Abundan las veladuras, trasparencias, capas superpuestas que facilitan el esgrafiado. En cuanto a las composiciones, las que se refieren a paisajes, con excepción de las acuarelas que se acercan al movimiento fauvista, siguen el concepto constructivo de Cézanne, determinado en parte por la dirección de la pincelada. Las composiciones de figuras se organizan en torno a un eje vertical, formando pirámides o estructuras romboidales. El espacio queda simplificado al presentar a sus personajes en un primer plano, individualizados, para centrar el interés en el aspecto psicológico.
Entre 1957-1968 se acerca al expresionismo. Este se le presenta como solución, frente al triunfo de la abstracción, permitiéndole mantenerse fiel a sus principios figurativos, enlazar con la tradición y conectar arte y vida. En torno a 1964, Álvaro Delgado realiza el primer apostolado de Navia, obra clave en su evolución, al centrarse ahora en lo matérico. El reencuentro con Castilla en la Olmeda 1965, dejará su huella especialmente en el color imponiéndose la gama de los tierra -amarillos y ocres-. 
De 1970-1980, Álvaro Delgado alcanza su madurez estilística. Podemos hablar de expresionismo pleno, tanto en las formas como en el contenido. Gaya Nuño le incluye en la figuración desfigurada, entendiendo como tal aquella figuración que está muy próxima a la abstracción. Efectivamente, la forma de hacer deshaciendo, de dibujar pintando y pintar dibujando se impone como nota distintiva en su estilo. En los bodegones es donde mejor se aprecia la distorsión expresionista: los objetos se amontonan, se entrelazan, o se superponen, parecen perderse en un aparente caos, pero las rígidas estructuras geométricas se imponen a base de unos trazos maestros, que dirigen y ordenan la composición.
Los cuadros de estos años, en su mayoría, pertenecen a la "Crónica de la Olmeda" y mantienen la gama castellana de los tierra que se incendia hasta cobrar una luz configuradora próxima a Rembrandt. Toman un aspecto de inacabados, y es que Álvaro Delgado, en ese afán de comunicación que le caracteriza, consigue implicar al espectador en la conclusión de su obra.
Entre 1980-1987 la figuración expresionista de Álvaro Delgado pone su acento en el aspecto cromático. La gama castellana asciende hasta los tonos rojos que, colocados junto a los verdes, actúan como complementarios potenciando la luminosidad y el dramatismo. El negro se interpone entre el fondo y las figuras.
En los últimos años, Álvaro Delgado sigue tensando la cuerda de la figuración dando un paso más en su trayectoria expresionista que se manifiesta en una libertad absoluta en cuanto al uso del gesto y el color que llegan adquirir autonomía propia. El tema o el motivo pasan a un segundo plano, dejándose intuir por la carga emocional del color o el ritmo de las líneas que el artista deja reducidos a sus esencias. 
No obstante, también se aprecia de nuevo un deseo de regresar a formas más hechas, a una revalorización del vacío, en suma, a una depuración. Algunas figuras de estos años se adaptan  a la estética de lo feo, como "El cojo de La braña" o "El novio de Cari". Se ha insistido en un expresionismo próximo al grupo Cobra, en particular con Karel Appel, en cuanto al primitivismo de las figuras en lo deliberadamente mal hecho, en la fuerza y violencia del color, en el carácter expresivo de la materia,  pero ese acercamiento se reduce a lo formal, mientras se distancia del sentido trágico de este grupo, para imponer un carácter lúdico e irónico como en sus mendigos carolingios. 
La obra pictórica de Álvaro Delgado por su extensión, por la renovación temática, por su dominio de la técnica, así como por su fuerte personalidad dentro de las corrientes expresionistas, ocupa un lugar destacado no sólo en la pintura española de postguerra sino en el panorama artístico contemporáneo.

## Premios
- 1954 - Premio "Ciudad Santiago de Cuba" en la Bienal de Arte Hispanoamericano de La Habana.
- 1955 - Gran Premio en la Bienal de Arte Mediterráneo de Alejandría.
- 1960 - Primera Medalla de dibujo en la Exposición Nacional de Bellas Artes.
- 1961 - Medalla de Oro en el XI Salón de Grabado.
- 1991 - Medalla al Mérito Artístico del Ayuntamiento de Madrid.
- 1995 - Medalla de oro de la Villa de Madrid.
- 1996 - Medalla de oro nacional al Mérito en las Bellas Artes 12.[14]

## Museos y Colecciones
- Museo Nacional Centro de Arte Reina Sofía, Madrid.
- Museo de la Real Academia de Bellas Artes de San Fernando, Madrid.
- Museo Municipal de Madrid.
- Museo de Bellas Artes de Asturias, Oviedo.
- Museo Jovellanos, Gijón (Asturias).
- Museo de Arte Moderno y Contemporáneo de Santander y Cantabria, Santander
- Museo de Bellas Artes de Bilbao.
- Museo San Telmo, San Sebastián.
- Museo de Arte Contemporáneo de Toledo.
- Museo Camón Aznar, Zaragoza.
- Museo de Arte Contemporáneo de Ibiza.
- Museo Zabaleta, Quesada (Jaén).
- Museo Textil de Tarrasa, Barcelona
- Museo de Valls, Tarragona.
- Museo de Dibujo Julio Gavín del Castillo de Larrés, Sabiñánigo (Huesca).
- Galería Uffizi, Florencia.
- Monumenti Musei e Gallerie Pontificie. Ciudad del Vaticano.
- Museo de Arte Moderno de San Francisco (SFMOMA), San Francisco.
- Museo Lladró, Nueva York.
- Museo de Arte Moderno de Buenos Aires, Argentina.
- Museo de Arte de Managua, Nicaragua.
- Museo de Arte, Addis Abeba, Etiopía.
- Museo Luis González Robles - Universidad de Alcalá de Henares, Madrid.
- Real Academia Española.
- Real Academia de Ciencias Morales y Políticas
- Calcografía Nacional.
- Ateneo de Madrid.
- Círculo de Bellas Artes.
- Centro Cultural Conde-Duque, Madrid.
- Centro Cultural Gaya Nuño, Soria.
- Colección Artística de la Universidad de Valladolid.
- Congreso de los Diputados.
- Ministerio de Agricultura, Pesca y Alimentación.
- Ministerio de Economía y Hacienda.
- Ministerio de Educación y Cultura.
- Ministerio de Justicia e Interior.
- Ministerio de Fomento
- Presidencia del Gobierno.
- Asamblea de Madrid.
- Ayuntamiento de Madrid. Galería de los Alcaldes.
- Ayuntamiento de León.
- Ayuntamiento de Gijón (Asturias).
- Colección AENA.
- Colección Telefónica.
- Colección Argentaria.
- Colección Central-Hispano.
- Colección Caja Duero.
- Colección Caja España.
- Colección BBVA.

## Exposiciones

### Exposiciones individuales
- 1945 - Galería Clan, Madrid, (acuarelas), 6 de mayo.
- 1947 - Museo Nacional de Arte Moderno, Madrid, del 9 al 24 de junio.
- 1948 - Galería Buchholz, Madrid, (óleos), del 1 al 15 de febrero.
- 1949 - Galerías Layetanas, Barcelona, (óleos y acuarelas), del 9 al 22 de abril.
- 1950 - Museo Nacional de Arte Moderno, Madrid, (óleos), del 14 al 28 de marzo.
- 1953 - Galería Estilo, Madrid, del 14 al 27 de febrero.
- 1954 - Galería Illescas, Bilbao. Galería Sur, Santander, del 2 al 12 de junio.
- 1955 - Galería Biosca, Madrid.Galería Alfil, Madrid, (acuarelas y dibujos), del 9 al 23 de diciembre. Ayax Entreprises, Nueva York
- 1956 - Palacio de Revillagigedo, Gijón.Real Instituto de Jovellanos, Gijón.
- 1957 - Caja de Ahorros de Asturias, Galería Benedet y Nogal de Oviedo.
- 1958 - Galería Biosca, Madrid, del 1 al 15 de febrero. Sala Libros, Zaragoza.
- 1959 - Sala Gaspar, Barcelona.
- 1960 - Galería Mayer, Madrid.
- 1961 - Ateneo Madrid.Galería Moretti, Montevideo. Escuela de Bellas Artes de San Eloy, Salamanca. Galería Biosca, Madrid
- 1962 - Sala San Jorge, Madrid.
- 1963 - Sala Aranaz Darras, San Sebastián.
- 1965 - Galería Kreisler, Madrid.
- 1968 - Galería Barbizón, Nueva York.
- 1969 -  “Retratos del Emperador Haile Selassie de Etiopía”, Galería Agorá, Madrid.
- 1970 - Galería Richelieu, Madrid.
- 1971 - Museo Español de Arte Contemporáneo, Madrid.
- 1972 - Galería Sur, Santander. Galería Castilla, Valladolid.
- 1973 - "30 retratos por Álvaro Delgado", Club Urbis, Madrid. Galería Valle Ortí, Valencia.
- 1974 - "Doce hombres de La Olmeda y el Cristo. La Guerra ", Galería Columela, Madrid.
- 1976 - Caja de Ahorros de Alicante y Murcia, Alicante, del 23 de abril al 22 de mayo.
- 1977 - Sala de Arte Maese Nicolás, León.
- 1978 - Galería Ignacio Lassaletta, Barcelona.
- 1979 - Galería de exposiciones del Banco de Granada, Granada
- 1980 - “Exposición Antológica”, Caja de Ahorros de Asturias. “Los encuentros”, Galería de la Mota, Madrid.
- 1981 - Galería La Kabala, Madrid.
- 1985 - Museo Municipal de Bellas Artes, Santander.
- 1986 - Museo Municipal de San Telmo, San Sebastián. Palacio de Garci-Grande, Caja Salamanca y Soria, Salamanca. Sala de exposiciones del CAMPZAR, Zaragoza.
- 1991 - Galería Alfama, Madrid. Galería Castilla, “Un Orbe Nuevo”.
- 1992 - Galería Espalter, Madrid.
- 1994 -  Caja  Salamanca y Soria. Itinerante y Galería Rafael, Valladolid.
- 1995 - “Exposición Homenaje con motivo de la concesión de la Medalla de Oro de la Villa de Madrid”, Museo de la Ciudad, Madrid. Sala del Banco Bilbao-Vizcaya, Barcelona.
- 1996 - "Álvaro Delgado, otra visión otro pulso", Sala de Exposiciones de la Junta de Castilla y León, León.
- 1997 - “Exposición Homenaje”, (Hijo Adoptivo de Valdés), Valdés-Luarca (Asturias).“Otoño cultural. Retratos”, Sala del Apeadero de los Reales Alcázares”, Sevilla.
- 1998- Diputación de Córdoba (Palacio de la Merced), Córdoba. Palacio Almudí, Murcia. Ayuntamiento (El Polvorín de la Ciudadela), Pamplona. Sala de Honor de ARTESANTANDER, Santander.
- 1999 - “Iconografía de la memoria”, Asamblea de Madrid, Vallecas, Madrid. “Crónica Astur”, Centro de Arte Moderno, “Ciudad de Oviedo”, Oviedo. Palacio de la Madraza, Universidad de Granada, Granada. Fundación Rodrigue-Acosta, Granada.
- 2000 - Círculo de Bellas Artes, Madrid
- 2001 - Galería Madrid-Berlín, Berlín.
- 2002 - Centro Cultural Conde Duque, Madrid
- 2003 - Sala de la Pasión, Valladolid. Sala Leandro Navarro, Madrid.
- 2004 - Museo Alejandro Otero, Caracas (Venezuela). Sala de Exposiciones del Malecón 2000 de Guayaquil (Ecuador). Museo Nacional de Ecuador en Quito.
- 2005 - Spanish Institute, Nueva York (USA). Baco Herrero, Oviedo
- 2007 - Palacio Pimentel, Diputación de Valladolid.
- 2008 - Museo Luis González Robles, Alcalá de Henares (Madrid)
- 2009 - Sala de Exposiciones Palacio de la Isla, Burgos. Fundación Instituto Castellano y Leonés de la Lengua.
- 2011 - Fundación Díaz Caneja, Palencia.

### Exposiciones Colectivas
- 1944 - “IV Exposición Nacional de Estampas de la Pasión, Museo Nacional de Arte Moderno, Madrid,
- 1945 - "La Joven Escuela Madrileña", Galería Buchholz, Madrid.
- 1947 - “Exposición de Arte Español Contemporáneo”, Buenos Aires (Argentina). Academia Breve de Crítica de Arte. Cuarto Salón de los Once, Museo Nacional de Arte Moderno, Madrid.
- 1949 - “Las XI mejores obras de arte”. Quinta Exposición Antológica de la Academia Breve de Crítica de Arte. Galería Biosca, Madrid.  Galería Velázquez, Buenos Aires, Argentina.
- 1950 - “Exposición de Arte Español”, en El Cairo”, Egipto. XXV Bienal de Venecia.
- 1951 - "Exposición de pintores españoles contemporáneos en París".
- 1954 - Exposición II Bienal Hispanoamericana, La Habana. Exposición Nacional de Bellas Artes. Buenos Aires, Argentina. Lisboa, Portugal.
- 1955 - I Bienal de Arte Mediterráneo, Alejandría. “Exposición Homenaje a Eugenio d' Ors”, Museo de Arte Moderno, Madrid.Tercera Bienal Hispanoamericana de Arte, Barcelona.
- 1956 - "Exposición de Pintura Española Contemporánea”, Beirut, Damasco, Bagdad, Amán, Jerusalén, El Cairo, Ankara, Estambul y Atenas.
- 1957 - Exposición Nacional de Bellas Artes.
- 1958 - "La Escuela de Madrid”, Círculo de Bellas Artes, Madrid.
- 1959 -  “VI Bienal de Sao Paulo”.
- 1960 - "Exposición Nacional de Bellas Artes", Barcelona.
- 1961 - Peintres Contemporains d´Espagne. Maison de la pensée française, París. “XI salón de Grabado. Homenaje a Madrid en el IV Centenario de su Capitalidad”, Madrid.
- 1962 - “Cinco Pintores Españoles en Londres”. Patrocinada por la Sección de Mundo Árabe de la Dirección General de relaciones Culturales del Ministerio de Asuntos Exteriores. Palacio de Santa Cruz. Madrid.  "I Exposición del Ciclo el paisaje Español. La Escuela de Madrid”, Aula Plástica, Servicio Nacional de Educación y Cultura. Sala de la Sociedad de Amigos del Arte, Madrid. "La Escuela de París: pintores de la realidad", Galería Charpentier, París, Francia.
- 1963 - Exposición de Pintura Española, México. "Arte de América y España" Antiguo Hospital de Santa Cruz, Palacio de la Virreina Barcelona. VII Bienal de Sao Paulo. “Pintura abstracta española", Hotel JacK Tar, San Francisco.
- 1964 - “XXV Pintores Españoles”, Roma.“Feria Mundial de Nueva York. Pabellón español". XXXIII Bienal de Venecia.
- 1965 - Primera Bienal de Arte Contemporáneo Español. París. “Artistas Galardonados con la Primera Medalla en las Exposiciones Nacionales”, Círculo de Bellas Artes, Madrid.
- 1966 - Galería del Monte, Santa Bárbara (California).
- 1971 - "Homenaje a Eugenio d’Ors y sus salones de los Once de la Academia Breve de Crítica de Arte", Club Urbis, Madrid.
- 1972 - Palacio de Bellas Artes, Organizada por la Embajada de España, Instituto Dominicano de Cultura Hispánica y la Dirección General de Bellas Artes, República Dominicana.
- 1974 - Art Spagnol d´aujourd´hui", Museo Real de Bellas Artes, Bruselas (Bélgica).
- 1976 - "Exposición Homenaje a Víctor Bailo", Sala Libros, Zaragoza.
- 1979 - FIAC 79, Art Comtemporain, Grand Palais, París.
- 1982 -  "Homenaje a Vázquez Díaz", Museo Municipal, Madrid.
- 1984 - "Homenaje a los pintores de la Real Academia de Bellas Artes de San Fernando. Exposición inaugural", Galería de Arte Alfama, Madrid. Escuela de Vallecas (1927-1936,  1939-1942), Centro Cultural Alberto Sánchez, Madrid,.
- 1985 - "Artistas en Madrid", Centro Cultural Conde Duque, Madrid.
- 1986 - "Naturalezas españolas", Centro de Arte Reina Sofía, Madrid.
- 1987 - Escuela de Vallecas 1927-1936, 1939-1942, Centro Cívico, Vallecas-Villa, (Madrid).
- 1988 - Six Contemporary Spanish Masters, Lladró art Gallery, New YorK.
- 1989 - "Escuela de Vallecas", Centro Cultural Conde-Duque, Madrid. "Ruedo Ibérico", Palacio de la Cultura, Praga.
- 1990 - "La Escuela de Vallecas y la nueva visión del paisaje", Centro Cultural de la Villa, Madrid. "Exposición Antológica, Escuela de Madrid", Sala de Exposiciones Casa del Monte. "Madrid el Arte de los 60", organizada por la Dirección General de Patrimonio Cultural de la Consejería de Cultura de la Comunidad, Sala de Exposiciones de la Comunidad, Madrid. "Ruedo Ibérico", Museo de la Ciudad, México D. F.
- 1991. "Ruedo Ibérico", Centro Cultural de La Villa, Madrid. "La Escuela de Madrid", Centro de Exposiciones y Congresos, Zaragoza, del 21 de febrero al 23 de marzo.
- 1992 - Madrid Pintado", Con motivo de la Capitalidad Cultural de la Villa y Corte, Museo Municipal, Madrid. "Artistas en Madrid”, Pabellón de la Comunidad de Madrid, Expo 92, Sevilla.
- 1993 - "El color de las Vanguardias. Pintura española contemporánea (1950-1990)" Fundación Argentaria. Exposición itinerante, (1993-1994). “Arte para después de una Guerra”, Sala de Plaza de  España, Consejería de Cultura.
- 1995 - Exposición del Patrimonio Artístico de la Universidad de Valladolid, Salón Renacimiento, Palacio Santa Cruz, Valladolid. "Primera Trienal de Arte Gráfico. La Estampa contemporánea", Palacio de Revillagigedo, Gijón, del 5 de octubre al 10 de diciembre. "Figuraciones españolas del siglo XX", promovida por la Fundación Central Hispano". Itinerante.
- 1996 - "Homenaje a Álvaro Delgado, XII cita con el dibujo", Galería Alfama, Madrid, febrero. "Homenaje a Gerardo Diego”, Centro Cultural La Villa, Madrid.
- 1997 - "Arte Vivo", Real Academia de Bellas Artes de San Fernando, -Madrid.
- 2009 - “El Arte en la Palabra”, Edificio de las Cortes de Castilla y León, Valladolid.